# Little Creaton
Little Creaton – wieś w Anglii, w hrabstwie ceremonialnym Northamptonshire, w dystrykcie (unitary authority) West Northamptonshire, w civil parish Creaton. Leży 17 km od miasta Daventry. W 1881 roku civil parish liczyła 50 mieszkańców.